# ヘルマン・エンゲルハルト
ヘルマン・エンゲルハルト (Hermann Engelhard 、1903年6月21日- 1984年1月6日)は、ドイツの陸上競技選手。1928年アムステルダムオリンピックの銀メダリストである。

## 経歴
エンゲルハルトは、アムステルダム大会で、800mと4×400mリレーに出場した。800mでは、イギリスのダグラス・ロウ、スウェーデンのエリック・ビュレーンに次いで銅メダルを獲得した。さらに、4×400mリレーには、オットー・ノイマン、ハリー・シュトルツ、リヒャルト・クレブスとともに出場し、アメリカに次いで銀メダルを獲得した。